# Malí bojovníci proti zločinu
Malí bojovníci proti zločinu (v anglickém originále Lil' Crime Stoppers) je šestý díl sedmé řady amerického animovaného televizního seriálu Městečko South Park.

## Děj
Stan, Kyle, Kenny a Cartman si založí svoji vlastní detektivní kancelář, ve které s úspěchem začnou řešit případ ztracené panenky. Toho si záhy všimne krajské policejní oddělení, které pak kluky přijme do sboru Malých bojovníků proti zločinu.

## Produkce
V audiokomentáři Trey Parker a Matt Stone naznačují, že koncept celé epizody je z jejich dětství 

## Zajímavosti
- Koncept celého dílu je parodií na seriál CSI